# Overlord (2018)
Overlord is een Amerikaanse horror-actie-oorlogsfilm uit 2018 onder een regie van Julius Avery. Hoofdrollen worden gespeeld door Jovan Adepo, Wyatt Russell, Mathilde Ollivier, John Magaro, Gianny Taufer, Pilou Asbæk, Bokeem Woodbine en Iain De Caestecker. De film werd geproduceerd door J.J. Abrams, via Bad Robot Productions, en Lindsey Weber.
In de film - die zich afspeelt in de Tweede Wereldoorlog - worden Amerikaanse soldaten gedropt in een Franse regio om een bombardement uit te voeren op een kerktoren. Daarbij ontdekken ze een Duits laboratorium waar experimenten worden uitgevoerd op mensen.

## Plot
Op de vooravond van D-day tracht een legerpeloton de toren van een Franse kerk op te blazen waarin zich een Duits radiostation bevindt. Het vliegtuig wordt uit de lucht geschoten. De meeste inzittenden komen om tijdens de crash of in het daaropvolgend gevecht met het Duitse leger. Enkel vier Amerikanen overleven: korporaal Ford en soldaten Boyce, Tibbet en Chase.  Zij worden gered door Chloe - een Franse vrouw - die hen verbergt op de zolderkamer van haar huis. Deze dame woont samen met haar veel jongere broer Paul en een zieke tante. Al snel blijkt dat de zieke tante gruwelijk werd verminkt. Volgens Chloe liep zij dit op toen ze voor enige tijd in de kerk werd vastgehouden door de Duitsers.
Boyce gaat in het dorpje op onderzoek en is getuige hoe de Duitsers allerhande misvormde menselijke lijken verbranden. Hij wordt opgemerkt door een hond waardoor hij zich verbergt in een legertruck met dode lichamen. Zo komt hij in de oude kerk waar hij een laboratorium ontdekt waar gruwelijke experimenten op de dorpsbewoners worden uitgevoerd. Daarbij vindt hij een vreemd serum en een put gevuld met een dikke, zwarte teerachtige substantie. Boyce ontdekt ook soldaat Rosenfeld die blijkbaar in het eerdere gevecht werd opgepakt door de Duitsers en nu aan een mysterieuze machine hangt. Boyce kan hem loskoppelen en dankzij de riolering kunnen ze uit de kerk ontsnappen.
Ondertussen kreeg Chloe bezoek van de Duitse officier Wafner. De Amerikaanse soldaten die zich op de zolder verbergen, overmeesteren hem en binden hem vast. Boyce tracht via Wafner tevergeefs uit te zoeken waarvoor het serum dient. Via een hinderlaag kan Wafner ontsnappen, neemt Paul mee als gijzelaar en schiet Chase dood. Boyce besluit om het serum in het dode lichaam van Chase te spuiten die daarop verrijst, maar al snel muteert in een gewelddadig zombie-achtig wezen. Uiteindelijk wordt Chase uitgeschakeld door zijn schedel te vermorzelen. Wafner rijdt naar de kerk waar hij zichzelf twee doses injecteert tegen het advies van de dokter in. Boyce en de anderen komen terug in de kerk. Chloe vindt Paul en ze kunnen ontsnappen.
Wafner is ondertussen gemuteerd in een "Übermensch" met bovennatuurlijke sterkte en weerstand. Hij spietst Ford aan een vleeshaak en verklaart dat het serum werd gemaakt met de lijken van de inwoners en een oude, mysterieuze teersubstantie die al een eeuwigheid in de grond is verborgen. Ford wordt opgeschrikt door Boyd. In dat onbewaakt ogenblik kan Ford zich van de haak hijsen en injecteert zich met het serum. Terwijl Boyce voorbereidingen maakt om een zuurstoftank op te blazen, vermoordt Ford Wafner. Daarop sluit Ford zichzelf op omdat hij weet dat ook hij zal muteren. Daardoor is Boyce genoodzaakt Ford achter te laten waardoor laatstgenoemde omkomt tijdens de ontploffing.
Boyce wordt enige tijd later ondervraagd door een hooggeplaatst officier van het Amerikaanse leger. Deze man vraagt of de geruchten over een geheim laboratorium in die kerk waar zijn. Boyce ontkent in de hoop dat het Amerikaanse leger niet op zoek gaat naar het serum. De man neemt dit aan als de waarheid.

## Rolverdeling
- Jovan Adepo als Edward Boyce, een Amerikaanse paratrooper
- Wyatt Russell als de Amerikaanse korporaal Lewis Ford
- Pilou Asbæk als de Duitse Kapitein Wafner
- Mathilde Ollivier als de Franse dorpsbewoonster Chloe Laurent
- John Magaro als de Amerikaanse soldaat Lyle Tibbet
- Bokeem Woodbine als de Amerikaanse sergeant Rensin
- Iain De Caestecker als de Amerikaanse soldaat Morton Chase
- Dominic Applewhite als de Amerikaanse soldaat Jacob Rosenfeld
- Gianny Taufer als Paul Laurent, de veel jongere broer van Chloe
- Jacob Anderson als de Amerikaanse soldaat Charlie Dawson
- Erich Redman als de Duitse dokter Schmidt
- Patrick Brammall als Amerikaans officier
- Mark McKenna als de Amerikaanse soldaat Murphy

### Prijzen en nominaties
| Prijs                                                   |                           |                                              | Uitslag     |
| ------------------------------------------------------- | ------------------------- | -------------------------------------------- | ----------- |
| Academy of Science Fiction, Fantasy & Horror Films, USA | Beste horrorfilm          | Overlord                                     | Genomineerd |
| Academy of Science Fiction, Fantasy & Horror Films, USA | Beste Make-Up             | Tristan Versluis, Naomi Donne, Duncan Jarman | Genomineerd |
| Fangoria Chainsaw Awards                                | Beste "Wide-Release Film" | Julius Avery                                 | Genomineerd |
| Hawaii Film Critics Society                             | Beste makeup              | Tristan Versluis, Naomi Donne, Duncan Jarman | Genomineerd |
| Hawaii Film Critics Society                             | Beste Sci-Fi/Horror Film  | Overlord                                     | Genomineerd |
| Toronto After Dark Film Festival                        | Beste Cinematografie      | Laurie Rose Fabian Wagner                    | Gewonnen    |
| Toronto After Dark Film Festival                        | Beste geluid              | Robert Stambler                              | Gewonnen    |